# Die Unschuld vom Lande (1957)
Die Unschuld vom Lande ist ein deutsches Filmlustspiel aus dem Jahre 1957 von Rudolf Schündler mit Theo Lingen und Bibi Johns in den Hauptrollen. Die Titelrolle spielt Ruth Stephan.

## Handlung
Theaterdirektor Werner Sturm staunt nicht schlecht, als er auf einer Urlaubsreise mit dem Auto im bayerischen Marktflecken Oberwinkel ankommt und dort auf allerlei verkleidete Gestalten stößt: Hier laufen Rittersleut’ und Mägde, Knappen und Herolde umher, und Kinder schießen mit ihren Bögen Pfeile durch die Luft. Erst im Gasthof „Zum Wilden Löwen“ wird ihm klar, was hier gespielt wird: die Proben zu einem Laienritterspiel mit dem Titel „Die verfolgte Unschuld“. Die Titelrolle übernimmt Else Meise, und die lernt beim Kühe melken fleißig ihren Text. Else erfährt, welchem Beruf Sturm nachgeht und spielt nun am Vorstellungsabend ihren Part mit größtmöglicher Inbrunst. Doch Sturm, der wegen einer Reparatur an seinem Auto erst am kommenden Tag weiterfahren kann und sich deshalb das „Ritterspiel“ der Schauspiellaien anschaut, empfindet Elses laienhaften Auftritt als derart (unfreiwillig) komisch, dass ihm vor Lachen die Tränen kommen. Else deutet seine Reaktion falsch und glaubt, der erfahrene Theatermann sei von ihrer Darstellungskunst zutiefst ergriffen.
Derweil braut sich daheim bei Sturms ein Eifersuchtsdrama zusammen, mit Sturm-Gattin Bibi, einer Sängerin, und der verführerischen Lollo im Zentrum des Geschehens. Bibi glaubt nämlich, dass ihr eher biederer Werner angesichts seiner diversen Reisen sie betrügt, aufgrund eines Briefs soll es diesmal eben jene Lollo sein. Diese soll von Sturm-Freund Dr. Falke, einem Rechtsanwalt, vom Bahnhof abgeholt werden. In eben jenem Zug ist aber auch Else unterwegs, die nun hofft, angesichts von Sturms heiterer Reaktion auf ihre schauspielerische „Unschuld“-Leistung, von dem Theaterdirektor eine Chance auf dessen Bühne zu bekommen. Franke holt Lollo ab, doch auch die auf der Fahrt hierhin bestohlene Else fährt zum Heim der Sturms. Dort wird sie vom Faktotum und Hausdiener Paul, der annimmt, es müsse sich hierbei um die avisierte Lollo handeln, hereingelassen. Als Ehepaar Sturm nach der Theatervorstellung zu sich heimkehrt, betritt Bibi das Gästezimmer und sieht dort Else liegen, die von Paul hier untergebracht wurde. Dementsprechend ist bei den Sturms, die sich soeben versöhnt hatten, nun der Teufel los, da Bibi sämtliche ihrer Befürchtungen bezüglich Werners mutmaßlicher Untreue bestätigt zu sehen glaubt. Wütend verlässt Bibi die gemeinsame Wohnung.
Während Werner, Paul und Else am nächsten Morgen das Kuddelmuddel entwirren, hat Bibi Dr. Franke angerufen und bittet ihn, sie in ihrer Scheidungsangelegenheit zu vertreten. Else, der es so gar nicht gefällt, als Scheidungsgrund herhalten zu müssen, will die Sache richtigstellen, zumal ihr Paul soeben ein Liebesgeständnis gemacht hat. Derweil hat Anwalt Dr. Falke bei sich im Büro noch immer die vom Bahnhof abgeholte Lollo am Hals, die ihm am Abend zuvor ordentlich angeflirtet hatte. Werner kommt in Falkes Büro und sagt, er solle Bibi den Quatsch mit der Scheidung ausreden. Der Anwalt schiebt Werner, in Erwartung seiner Klientin Bibi Sturm, ins Nebenzimmer, wo sich die schlaftrunkene Lollo aufhält. Es kommt wie es kommen muss: Bibi betritt nach einem Schrei Werners das Falke-Nebenzimmer und sieht ihren Noch-Gatten in enger Umarmung mit Lollo. Nun reicht es Bibi endgültig, und sie verlässt, auch enttäuscht von Falke, wütend dessen Kanzlei. Nur mit Mühe und viel Disziplin kann das Ehepaar am nächsten Abend eine gemeinsame Liebesszene im Theater hinter sich bringen. Else, die sagt, dass sie eine ehrbare Frau sei, schleppt Paul mit sich zum Theater, weil sie den Sturms gegenüber unbedingt Aufklärungsarbeit leisten möchte: Es hat nie eine Affäre ihrerseits mit Werner gegeben! Auf der Suche nach dem Ehepaar stolpert Else hinter der Bühne durch die Deko und sorgt für reichlich Durcheinander.
Abends, während der Vorstellung. Vorhang hoch, das Ehepaar Sturm tritt auf. Die beiden müssen eine im Stück vorkommende Eifersuchtsszene spielen, bei dem Bibi Werner in ihrer Rolle vorwirft, jedem jungen Mädchen nachzusteigen. Die Decke des auf der Bühne stehenden Bettes fliegt hoch und es taucht auf – Else! Der bajuwarische Trampel glaubt, es ginge noch immer um die wahren Eheprobleme im Hause Sturm und versucht in ihrer burschikos-einfältigen Art die Dinge richtig zu stellen. Das Publikum tobt vor Begeisterung denn dies ist für die zahlenden Besucher Bauerntheater at it‘s best! Hinter der Bühne ist Paul der Verzweiflung nah, ist doch „seine“ Else gerade dabei, den Ablauf des Stücks zu sprengen. In seiner Verzweiflung stürmt Paul auf die Bühne, um Else von selbiger herunterzuzerren, doch die denkt gar nicht daran, ihre geliebten Theaterbretter zu verlassen, ohne dem Publikum zu erklären, um was es hier eigentlich geht. Werner und Bibi sind dem Nervenzusammenbruch nahe und verlangen, dass endlich der Vorhang fallen solle. Else geht nun ebenfalls hinter die Bühne und macht den Sturms Vorhaltungen, dass sie sich wegen einer, wie sie sagt, „Unschuld vom Lande“, scheiden lassen wollten, und dies, wo sie doch längst vergeben sei, nämlich an Paul. Man kehrt gemeinsam auf die Bühne zurück, und als sich die Paare coram publico küssen wollen, fällt endlich der Vorhang.

## Produktionsnotizen
Die Unschuld vom Lande entstand ab dem 20. Februar 1957 in Berlin (CCC-Studios) sowie in Neubeuern am Inn (Außenaufnahmen). Der Film wurde am 6. Juni 1957 im Stuttgarter Universum-Kino uraufgeführt.
Horst Wendlandt übernahm die Produktionsleitung, Willi A. Herrmann und Heinrich Weidemann schufen die Filmbauten, Maria Brauner entwarf die Kostüme. Clemens Tütsch sorgte für den Ton.

## Kritik
Im Filmdienst heißt es: „Klamauk von der Stange mit plumpen Zweideutigkeiten, der allenfalls durch Theo Lingens Grotesk-Komik ein wenig Fasson erhält.“